# Замерзла (Доктор Хаус)
«Замерзла» (англ. Frozen)  — одинадцята серія четвертого сезону американського телесеріалу «Доктор Хаус». Прем'єра епізоду проходила на каналі FOX 5 лютого 2008. Доктор Хаус і його нова команда мають врятувати пацієнтку, яка знаходиться в Антарктиді.

## Сюжет
У результаті порятунку колеги лікарка-психіатр Кейт Мілтон починає блювати і відчуває сильні болі в животі. Справу передають Хаусу, але проблема в тому, що пацієнтка знаходиться у Антарктиді і евакуювати її неможливо. Команді доводиться спілкуватися з нею через супутникову трансляцію. Діагноз Катнера — струїдний камінь у нирках. Проте на станції, де працює Кейт, немає приладу для видалення каменів. Катнер пропонує провести специфічний тест, але випробування показало, що він може розірвати пацієнтку із середини. Форман радить зробити біохімію. Якщо вона буде позитивною правим виявиться Хаус. Аналіз виявляється позитивним, але невдовзі Кейт починає задихатися. Після самодопомоги Хаус і Форман погоджуються, що це не камені.
Форман вважає, що у жінки може бути рак. На станції є тільки рентген, Хаус наказує провести сканування всього тіла. Рентген виявляється чистим, тому Хаус «проводить» звичайний огляд тіла. На животі він помічає збільшений лімфовузол. Кейт доводиться робити біопсію. Вілсон не бачить раку, а у пацієнтки починаються болі у правій нирці. Хаус думає, що у неї аутоімунне захворювання і їй слід пити преднізон. Проте ліків на станції мало і Кейт не може користуватися ними, якщо вони можуть і не допомогти. Хаус має довести їй свою правоту. Він згадує старий тест: у пробірку з кров'ю потрібно покласти щось металеве, наприклад, скріпку для паперів. Скріпка має знищити деякі елементи крові, а аутоімунне почне збільшувати залишені елементи. Отже Кейт перевіряє кров під мікроскопом і бачить, що аналіз негативний.
Форман радить провести ще один тест: вийти на холод. Болі в нирках мають зникнути, але Кейт непритомніє. Механік знаходить жінку через 20 хвилин, але Кейт вже впадає в кому. Хаус і Форман пропонують чоловіку виконати тест: випити сечу Кейт. Якщо вона насичена, то проблема в нирках, якщо водяниста, то в мозку. Смак виявляється водянистим і Шон (механік) повинен просвердлити дірочку у черепі пацієнтки. Якщо вона отямиться, то це був внутрішньочерепний тиск, але якщо ні, то Кейт помре. Шон проводить операцію і Кейт приходить до тями.
Катнер думає, що жирова емболія могла викликати такі симптоми. Проте для неї потрібен перелом. Хаус згадує, що коли він «оглядав» пацієнтку, на ній були шкарпетки. Шон оглядає ноги і помічає, що великий палець зламаний. Він вправляє їй палець і жінка одужує.

## Цікавинки
- Кабельне телебачення у лікарні зробили платним, але це не влаштовує Хауса. Тому він починає війну з Кемерон, яка є членом комітету.
- Хаус вважає, що Вілсон з кимось зустрічається. В кінці серії стає зрозумілим, що дівчина Вілсона — Ембер.